# إرشاد الثقات إلى اتفاق الشرائع على التوحيد والمعاد والنبوات (كتاب)
إرشاد الثقات إلى اتفاق الشرائع على التوحيد والمعاد والنبوات كتاب من كتب العقيدة من تأليف محمد الشوكاني (1173 هـ، 1759 - 1250 هـ، 1834). يتحدث فيه عن إتفاق جميع الشرائع السماوية علي توحيد الله وعلي يوم القيامة وإثبات النبوات.

## الكتاب
الكتاب يتكون من ثلاثة فصول:
- الْفَصْل الأول فِي بَيَان اتِّفَاق الشَّرَائِع على التَّوْحِيد، وفيه أن كل الشرائع السماوية اتفقت علي التوحيد.
- الْفَصْل الثَّانِي فِي بَيَان اتِّفَاق الشَّرَائِع على إِثْبَات الْمعَاد، وفيه أن كل الشرائع السماوية اتفقت علي اليوم الآخر.
- الْفَصْل الثَّالِث فِي إِثْبَات النبوات، وفيه:

1. تبشير التَّوْرَاة بِمُحَمد ﷺ.
2. تبشير الْإِنْجِيل بِمُحَمد ﷺ.
3. إِشَارَة الْقُرْآن وَالسّنة إِلَى بشارات الْكتب السَّابِقَة.
4. اخباره ﷺ بالمغيبات من دَلَائِل نبوته.
5. الْقُرْآن معْجزَة الرَّسُول الخالدة.
6. عود إِلَى الْأَخْبَار بالغيبيات كدلائل على نبوته ﷺ.
7. من الْآيَات والدلائل على نبوته ﷺ.